# Distretto di Mbulu
Il distretto di Mbulu fa parte della regione del Manyara, in Tanzania. Confina a nord con la regione di Arusha ed il lago Eyasi, a est con il distretto di Babati, a sud con il distretto di Hanang e ad ovest con la regione di Singida.

## Geografia antropica

### Suddivisioni amministrative
Il distretto è suddiviso in 32 circoscrizioni (ward):
- Ayamaami
- Ayamohe
- Bargish
- Bashay
- Daudi
- Dinamu
- Dongobesh
- Endagikot
- Endamilay
- Eshkesh
- Gehandu
- Geterer
- Gidihim
- Gunyoda
- Hayderer
- Haydom
- Imboru
- Kainam
- Maghang
- Marang
- Maretadu
- Masieda
- Masqaroda
- Murray
- Nahasey
- Nambisi
- Sanu Baray
- Tlawi
- Tumati
- Uhuru
- Yaeda Ampa
- Yaeda Chini

| Controllo di autorità | VIAF (EN) 3130159337564713150003 · LCCN (EN) n79114325 · J9U (EN, HE) 987007552626605171 |